# Бруней
Бруне́й-Даруссала́м, досл. Бруней, обитель миру (малай. Negara Brunei Darussalam, англ. Nation of Brunei, the Abode of Peace) — держава в Південно-Східній Азії, розташована на півночі острова Борнео (Калімантан), що межує з Малайзією на суші, а на півночі омивається Південнокитайським морем. Столиця — Бандар-Сері-Бегаван.
Площа — 5765 км² (з них 5265 км² — суша). Площа територіальних вод — 500 км², ширина виключної економічної зони — 200 морських миль. Довжина берегової лінії — 161 км, довжина державного кордону з Малайзією — 266 км.
Долина Лімбанг поділяє Бруней на дві частини; приєднання частини Сараваку до Малайзії в 1890 році оскаржується Брунеєм.[джерело?] Близько 97 % населення проживає у західній частині країни, тоді як у гірській східній частині живе близько 10 000 осіб. Загальна чисельність населення Брунею становить приблизно 408 000 осіб (на липень 2010 року), з яких близько 150 000 проживають у столиці.

## Назва й символіка
Офіційна назва — Бруней-Даруссалам (малай. Negara Brunei Darussalam — Держава Бруней — Оселя миру). Назва країни Бурні, Барунай, відома з XVI століття, імовірно, походить з гінді, видозмінене під випливом санскриту «бхурні» — землі або країна. Крім того, назва можливо була отримана від малайського вигуку радості першого легендарного султана Мухаммада Шаха «Бару нах!», що означає «ось воно», або «саме те, що треба». Під впливом санскритського слова «варунаї» країну називають Барунаї. Китайські джерела X—XVI століть містять назва державних утворень «Боні» чи «Поні», які деякі історики асоціюють з територією сучасного Брунею.
Емблема Брунею розташована в центрі прапору Брунею.

## Географія

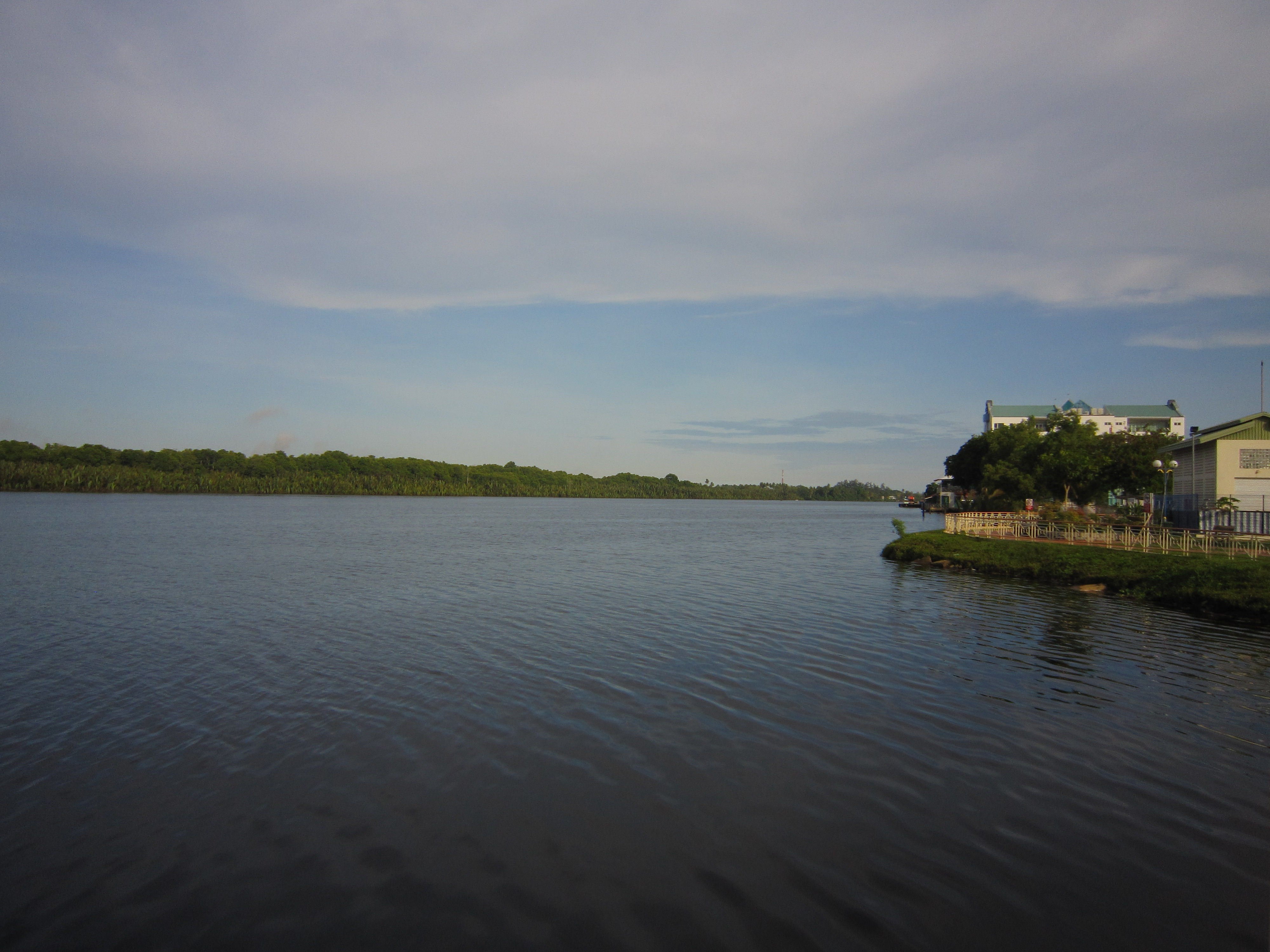
Річка Белайт поблизу гирла

### Розташування
Бруней розташований за 443 км на північ від екватора. Країна складається з двох окремих областей, розділених приблизно 30-кілометровою територією Малайзії, єдиною країною, яка межує з Брунеєм на суходолі. Західна частина Брунею є гористою місцевістю, що підноситься до 3 км над рівнем моря. У східній частині можна побачити порослі джунглями гори (г. Букіт-Паґон, 1850 м). На морському узбережжі піщані пляжі чергуються з ділянками мангрової рослинності, східна частина узбережжя сильно заболочена. Прибережна низовина поступово переходить в невисокі ланцюги пагорбів, а на півдні місцями переходить в передгір'я.

### Гідрографія
Головні річки — Белайт, Тутонг, Пандаруан, Бруней та Тембуронг течуть переважно з півдня на північ і впадають у Південнокитайське море або до його Брунейської затоки. Піщані й мулисті наноси ускладнюють судноплавство на річках.

### Клімат
Бруней розташований в екваторіальному кліматичному поясі. Середня температура — 28—30 °C, вологість повітря 82 %. У період мусонів (листопад-грудень) клімат вологіший і менш спекотний. Періодично, приблизно раз на 10 років, настають посухи, які тривають протягом декількох місяців.

### Флора й фауна

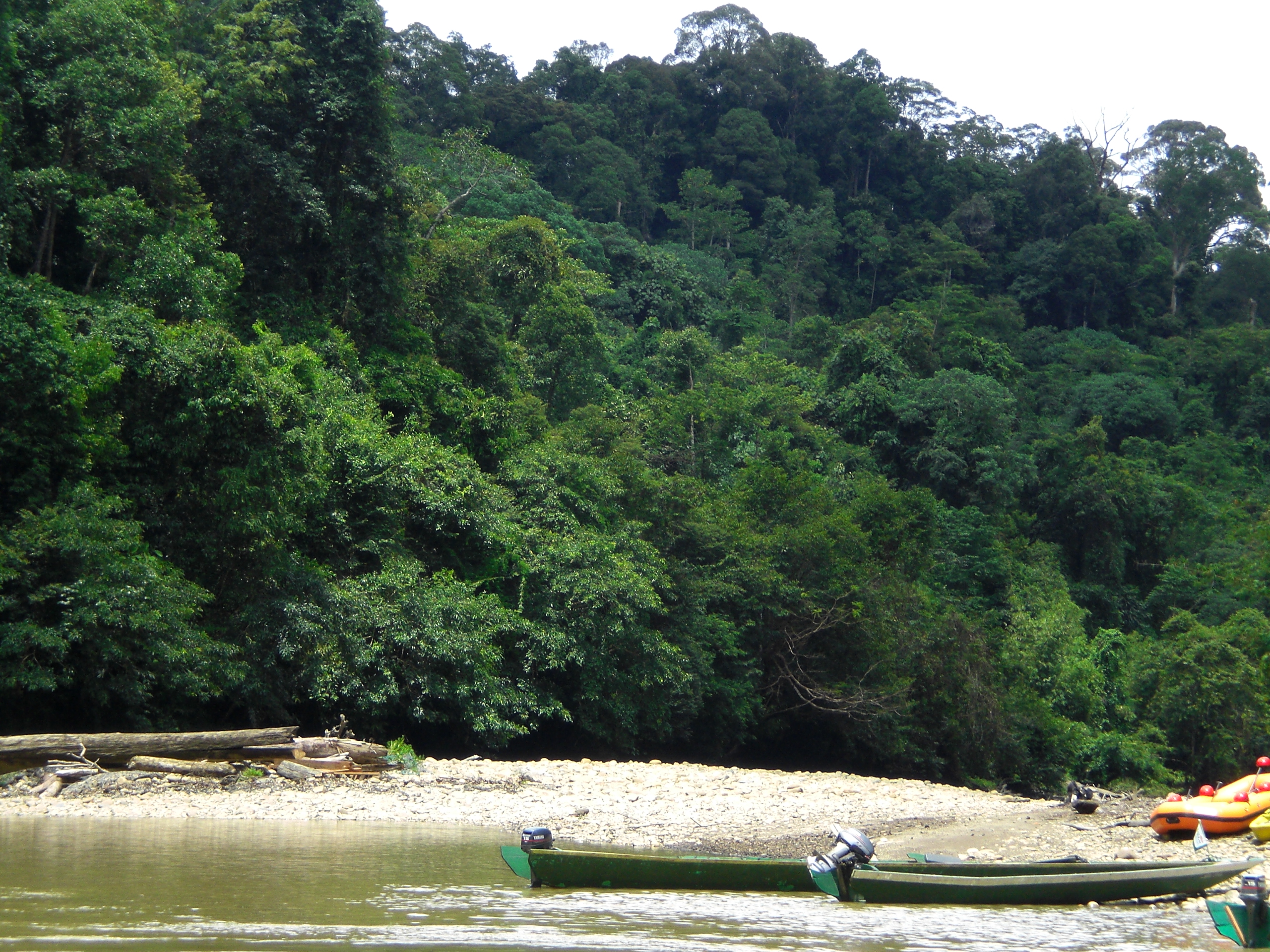
Національний парк Улу-Тембуронг

Середня температура повітря протягом усього року близько 26 °C. Близько 60 % території країни покрито незайманими вологими тропічними лісами, а ще 20 % покрито вторинними лісами. Незайманий тропічний ліс складається переважно з листяних порід родини діптерокарпових (переважно роду Shorea), більшість з яких мають комерційну цінність. Великі простори водно-болотяних угідь знаходяться в затоплених низовинах річок Белайт і Тутунг, тоді як мангрові зарості часто зустрічаються уздовж узбережжя.
Багата рослинність тропічного лісу забезпечує екологічні ніші для біологічного різноманіття тварин. Тут мешкають носачі звичайні, мавпи підродини колобусових, Macaca nemestrina, гібони, малайські ведмеді, замбари індійські, панголіни, лиликоподібні та багато інших тварин. Найбільш відомими птахами Брунею є його фазани та птахи-носороги. Численні види рептилій, включаючи пітона сітчастого, населяють болота і ліси країни.

## Історія
У VIII столітті на території сучасного Брунею з'явилися перші поселенці.
У XIV столітті острів Борнео потрапив під владу індонезійської імперії Меджепегіт з центром на о. Ява. Після її розпаду і прийняттям ісламу значною частиною населення цієї держави утворився незалежний султанат Темасек, який за часів своєї могутності в XVI столітті контролював не тільки острів Борнео, а й частину острова Ява, Філіппінських островів і півострова Малакка.
У 1838 р. на Борнео потрапив відомий англійський дослідник Джеймс Брук. За допомогу в боротьбі з місцевими піратами султан нагородив його титулом раджі Сараваку і подарував йому великі земельні володіння.
У 1846 р. британський уряд, намагаючись побороти піратство біля узбережжя, оголосив надзвичайний стан на о. Лабуан в бухті Бруней.
У 1890 р. в Лімбанзі (зараз Малайзія) було підписано договір про поділ острова Борнео. Північно-західна частина острова дісталась Північно-Борнейській компанії, а південно-східна — державі Дж. Брука. Від колись могутнього султанату залишилася лише маленька частинка — сучасний Бруней.
У 1905 р. Бруней став англійським протекторатом.
У 1929 р. на території Брунею знайшли нафту. Це мотивувало англійців до посилення свого впливу.
Протягом 1941—1945 років під час Другої світової війни Бруней окупували японські війська. Британська цивільна адміністрація відновила свою діяльність в 1946 р.
У 1950 р. султан Хаджі Омар Алі Саіфуддін зайняв трон після смерті брата. Він був при владі 17 років. У 1950–1960 роках були заклики до об'єднання з Сараваком і Малайзією, але Султан Омар вважав, що Брунею краще стати незалежним.
У 1959 р. затверджено Конституцію, відповідно до якої Бруней став суверенною державою, але міжнародні відносини, оборона і забезпечення безпеки залишилися під контролем Великої Британії.
У 1963 р. після придушення повстання, організованого Народною партією Брунею, Султан Омар ухвалив рішення не приєднуватися до Малайзійської федерації.
У 1968 р. короновано султана Муда Хасан Булкіаха.
31 грудня 1983 р., відповідно до договору 1979 р., султанат здобув цілковиту незалежність. На сьогодні Бруней — член ООН, АСЕАН і Британської Співдружності націй.

## Політика й державний устрій

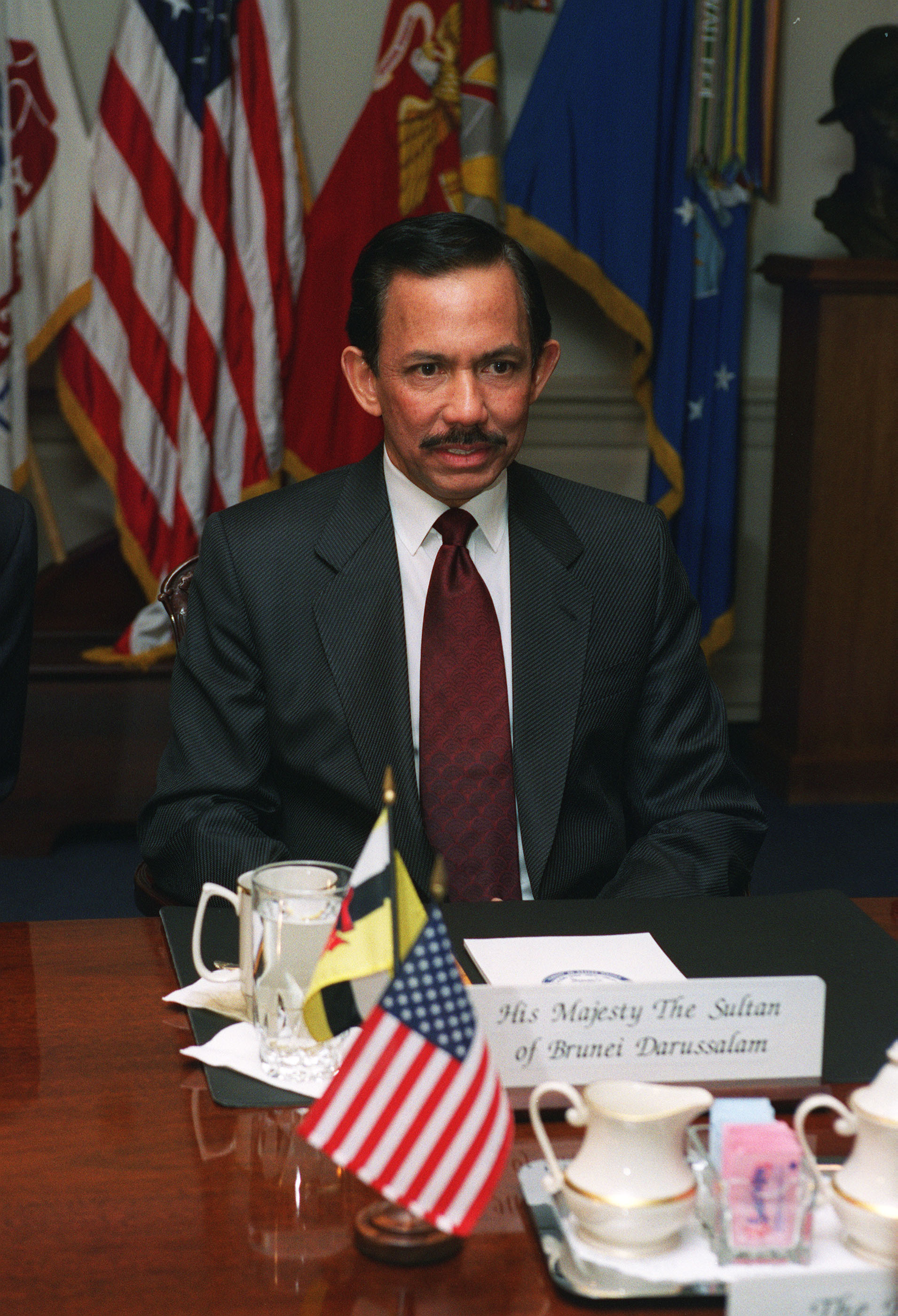
Султан Брунею Хассанал Болкіах

### Державний устрій
Державний устрій — абсолютна монархія. Глава держави та уряду — султан. Він одночасно є і релігійним лідером мусульман країни. Уряд складається переважно з його близьких родичів.
Законодавча влада формально належить Законодавчій Раді (Меджліс), яка складається з 29 членів (призначаються султаном).
Релігійна Рада відповідає за релігійні аспекти життєдіяльності країни.
Таємна Рада займається конституційними питаннями.

### Правова система
Право Брунею містить елементи ісламського та британського права. У країні діють шаріатські й світські суди. Найвищу силу має Конституція Брунею.

### Політика
Політика в Брунеї формується султаном та його оточенням. Політичний устрій закріплений Конституцією 1959 року з поправками, які значно обмежують незалежну політичну діяльність. З 1962 року в країні безперервно існує режим надзвичайного стану, який надає султану повного контролю над усіма сферами життя в країні. Час від часу за бажанням султана проводяться парламентські та місцеві вибори, проте Законодавча Рада Брунею виконує здебільшого консультативну функцію.

### Збройні сили
Королівські збройні сили Брунею складаються з 4 родів військ:
- Королівські Сухопутні війська Брунею (англ. Royal Brunei Land Forces)
- Королівські Військово-повітряні сили Брунею (англ. Royal Brunei Air Force)
- Королівські Військово-морські сили Брунею (англ. Royal Brunei Navy)
- Інститут підвищення кваліфікації (англ. Training Institute)

## Адміністративний поділ
Бруней складається з чотирьох округів (district), які називають дера:
1. західний округ — Белайт (Belait)
2. столичний округ — Бруней-Муара (Brunei-Muara)
3. східний округ — Тембуронґ (Temburong)
4. західний округ — Тутонґ (Tutong)

Округ Тембуронг відділений територією Малайзії від інших округів. Округи розділені на дрібніші райони, які називають мукім.

## Населення

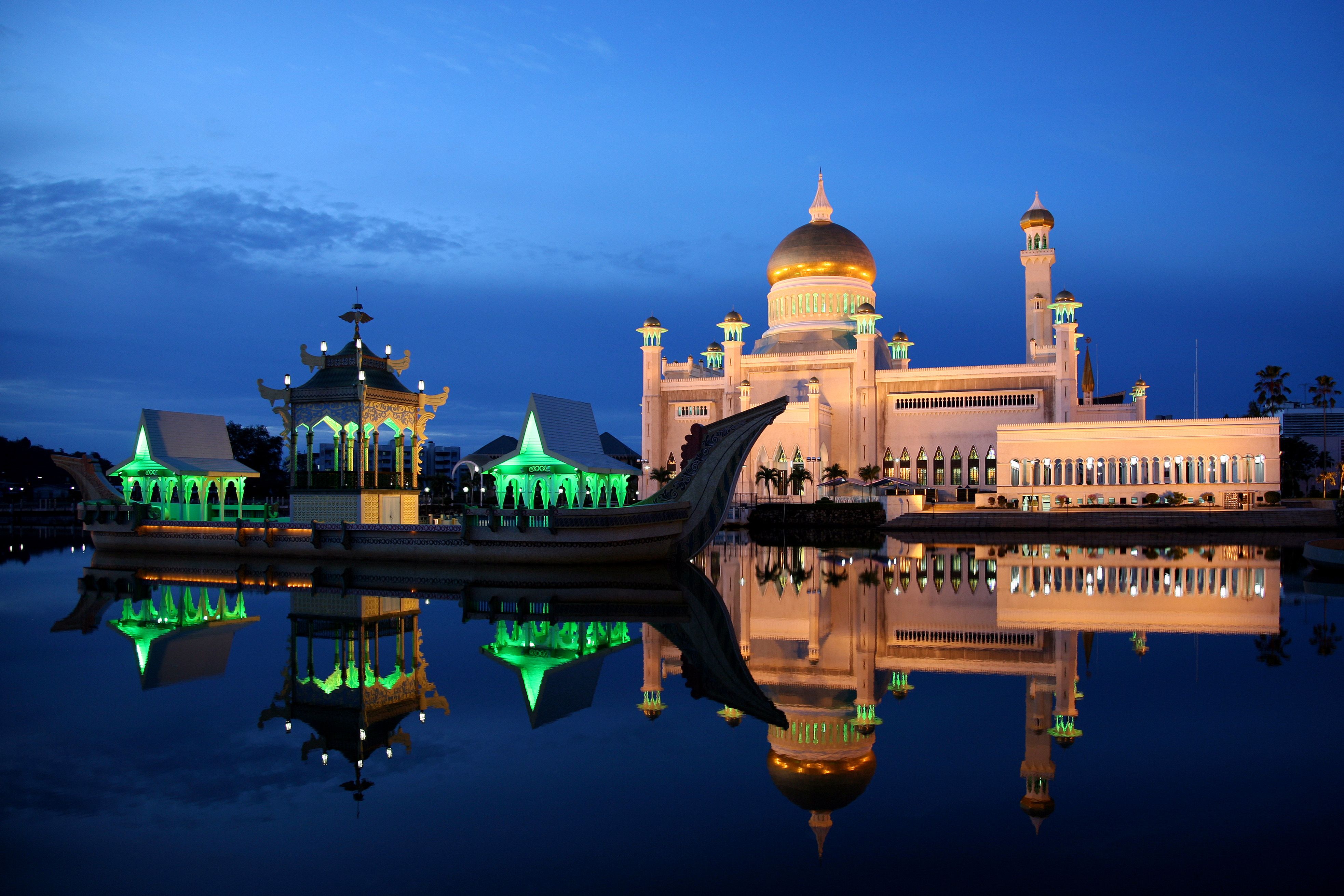
Мечеть султана Омара Алі Сайфуддіна у Бандар-Сері-Бегавані

Міське населення становить 58 %. Щільність населення — 62,1 особи/км2. Заселений Бруней досить нерівномірно: 1/3 населення проживає в столиці, інша значна частина сконцентрована в районах нафтових промислів.

### Етнічний склад
Етнічний склад неоднорідний: понад половина населення — малайці (65 %), близькі до них етнічні групи — келаяни, ібани, меланау, дусуни, мурути, даяки і ін.— 8 %, проживають також китайці (20 %), європейці, індійці та ін.

### Мови
Попри невелику територію та населення країни в Брунеї наявне відносно велике різноманіття мов. Більшість населення Брунею розмовляє малайською мовою, причому офіційною є літературна (стандартна) малайська мова, а в побуті користуються більш архаїчним брунейським діалектом. Також значна частина населення володіє англійською мовою внаслідок майже столітнього британського протекторату над Брунеєм. Частина населення вживає у побуті кедаянський діалект малайської, який близький до брунейського діалекту.
У місцевих племенах зберігаються носії брунейсько-дусунської та брунейсько-бісайської мов, а також белайтської й мурутської (зокрема мова Лун Баванг) мов. Найменше носіїв пенанської мови, якою спілкуються близько 50 мешканців народності пунани, що живуть у довгому будинку в селі Кампунг-Суканг, в окрузі Белайт. Не визнається місцевою мовою, але використовується декількома тисячами мешканців джунглів ібанська мова.
Близько 40 тисяч мешканців Брунею є китайцями за походженням, які використовують хок'єнський, кантонський, хаккакський діалекти китайської мови, хоча молодь все більше переходить на мандаринський діалект.
У країні станом на 2010-ті роки перебуває значна кількість робітників з Філіппін, які розмовляють тагальською мовою. Присутні робітники з Індії, Пакистану, Бангладеш, Таїланду — носії тамільської, бенгальської, урду, тайської мов.

### Релігії
Офіційна релігія — іслам (2/3 населення), 10 % — християни (переважно протестанти). У Брунеї є також послідовники махаяна-буддизму.

## Економіка
Основу економіки Брунею становить видобування нафти (понад 10 млн т на рік) і природного газу (понад 12 млрд м³), експорт яких забезпечує близько 99 % валютних надходжень (60 % ВВП). Завдяки багатим запасам нафти та газу, Бруней посідає одне з перших місць у Південно-Східній Азії за рівнем життя.
ВВП на особу — 51600 доларів (2010). Сільське господарство недостатньо розвинене, 80 % харчових продуктів імпортуються. Уряд вживає постійні заходи з диверсифікації економіки, стимулювання розвитку банківських та інших фінансових інструментів, залучення туристів у країну.
Експорт — скраплений природний газ (найбільший експортер у світі) і нафта. Запаси цих обох природних ресурсів можуть дуже швидко виснажитися (прогноз було складено до 2000 року).

### Транспорт
Довжина автошляхів — 1,4 тис. км. Є аеропорт.

## Міжнародні відносини

### Українсько-брунейські відносини
3 жовтня 1997 року султанат Бруней Даруссалам визнав незалежність України та
встановив з нею дипломатичні стосунки.
Його Величність Султана Хаджі Хассанала Болкіяха — Султана Брунею-Даруссаламу нагороджено державними нагородами України:
- Орден князя Ярослава Мудрого I ст. (7 березня 2004)[7]
- Орден «За заслуги» I ст. (24 березня 2011)[8]

Її Величність Салеху — королеву Брунею та першу дружину Султана Хаджі Хассанала Болкіяха нагороджено орденом княгині Ольги (7 березня 2004).
Також у 2011 р. орденами князя Ярослава Мудрого та «За заслуги» нагороджений ряд міністрів Брунею.

## Культура